# Liste der Monuments historiques in Fixin
Die Liste der Monuments historiques in Fixin führt die Monuments historiques in der französischen Gemeinde Fixin auf.

## Liste der Immobilien
| Bezeichnung           | Beschreibung | Standort                              | Kennzeichnung | Schutzstatus   | Datum     | Bild           |
| --------------------- | --- | ------------------------------------- | ------------- | -------------- | --------- | -------------- |
| Kirche St-Martin      | aus dem 13. und 14. Jahrhundert                                                                                     | Fixin, rue de l’Eglise (Lage)         | PA00112451    | Inscrit        | 1947      | weitere Bilder |
| Manoir de la Perrière | ehemaliges Weingut des Klosters Citeaux, ab dem 12. Jahrhundert, seit 1622 in Privatbesitz; Kelter, 14. Jahrhundert | Fixin, rue de la Perrière (Lage)      | PA21000003    | Inscrit Classé | 1996 2000 | weitere Bilder |
| Kirche St-Antoine     | um 902 begonnen, im Kern aus dem 12. Jahrhundert                                                                    | Fixey, rue du Docteur Laguesse (Lage) | PA00112450    | Classé         | 1912      | weitere Bilder |
| Parc Noisot           | Gedenkort für Napoleon I.; zwischen 1830 und 1840 angelegter Park mit Skulpturen von François Rude und Paul Cabet   | Fixin, rue de la Perrière (Lage)      | PA21000109    | Classé         | 2022      | weitere Bilder |

## Liste der Objekte
| Bezeichnung                                   | Beschreibung                                                                                | Standort                               | Kennzeichnung | Schutzstatus | Datum | Bild           |
| --------------------------------------------- | ------------------------------------------------------------------------------------------- | -------------------------------------- | ------------- | ------------ | ----- | -------------- |
| Skulptur Sitzende Madonna mit Kind            | Holz, farbig gefasst, 13. Jahrhundert; 1964 gestohlen                                       | Fixin, in der Kirche St-Martin (Lage)  | PM21001078    | Classé       | 1913  |                |
| Skulptur Heiliger Jakobus der Ältere          | Kalkstein, 15. Jahrhundert                                                                  | Fixin, in der Kirche St-Martin (Lage)  | PM21001079    | Classé       | 1913  |                |
| Skulptur Stehende Madonna mit Kind            | Kalkstein, farbig gefasst, 16. Jahrhundert; 1964 gestohlen                                  | Fixin, in der Kirche St-Martin (Lage)  | PM21001080    | Classé       | 1931  |                |
| Skulptur eines Bischofs                       | Holz, farbig gefasst und vergoldet, 16. Jahrhundert                                         | Fixin, in der Kirche St-Martin (Lage)  | PM21001081    | Classé       | 1931  |                |
| Hauptaltar                                    | Altartisch, Altaraufbau und Tabernakel; Holz, farbig gefasst und vergoldet, 18. Jahrhundert | Fixin, in der Kirche St-Martin (Lage)  | PM21001082    | Classé       | 1978  |                |
| Skulptur Napoléon s’éveillant à l’immortalité | auch Le Réveil de Napoléon; Bronze, bezeichnet 1846, Bildhauer François Rude                | Fixin, im Parc Noisot (Lage)           | PM21001083    | Classé       | 1925  | weitere Bilder |
| Büste François Rude                           | Bronze, 1856, Bildhauer Paul Cabet                                                          | Fixin, im Parc Noisot (Lage)           | PM21001084    | Classé       | 1925  | weitere Bilder |
| Büste Claude Noisot                           | Bronze, 1858, Bildhauer Paul Cabet                                                          | Fixin, im Parc Noisot (Lage)           | PM21001085    | Classé       | 1925  | weitere Bilder |
| Skulptur Heilige Johanna von Orleans          | Gips, um 1852, Bildhauer François Rude                                                      | Fixin, in der Kirche St-Martin (Lage)  | PM21003283    | Classé       | 2015  |                |
| Skulptur Heiliger Antonius der Große          | Holz, farbig gefasst, 18. Jahrhundert                                                       | Fixey, in der Kirche St-Antoine (Lage) | PM21003683    | Inscrit      | 1976  |                |
| Skulptur Madonna mit Kind                     | Holz, farbig gefasst, 16. Jahrhundert                                                       | Fixey, in der Kirche St-Antoine (Lage) | PM21003684    | Inscrit      | 1976  |                |
| Prozessionskreuz                              | Kupfer, versilbert, 18. Jahrhundert                                                         | Fixin, in der Kirche St-Martin (Lage)  | PM21003682    | Inscrit      | 1976  |                |